# Ošelj
Ošelj este o localitate din comuna Slovenska Bistrica, Slovenia, cu o populație de 75 de locuitori.